# Alawizm

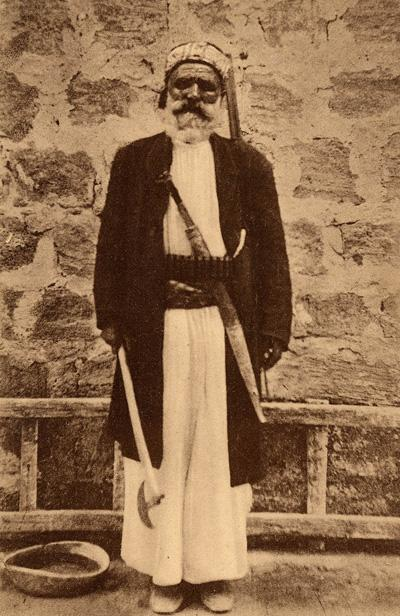
Alawita w tradycyjnym stroju, XIX w.

Alawizm (arab. ‏علوية‎, alawijja), nusajryzm (arab. ‏نصيرية‎, nusajrijja, nasirijja), także ansaryzm (ansarijja), namiryzm (namirijja) – synkretyczny prąd religijny wyrosły na gruncie wczesnego szyizmu, którego centralną ideą jest deifikacja Alego. Sami alawici uważają się za muzułmanów, chociaż wydawane w tym zakresie oficjalne deklaracje nie muszą być szczere i mogą wynikać z pobudek politycznych (w myśl zasady takijji). Równocześnie jednak prawdy wiary alawickiej z islamem łączy w praktyce tylko podkreślanie zasady jedynobóstwa.
Alawici zamieszkują głównie Syrię (wybrzeże w regionie Latakii, okolice Hims i Hamy, region Tartusu), w której są największą mniejszością wyznaniową (przed wojną domową w Syrii ponad 2 mln osób – ok. 11% społeczeństwa), są obecni także w Turcji (prowincje południowe), Libanie oraz w Izraelu na Wzgórzach Golan. Łączną liczbę Alawitów na świecie szacowano na ok. 4 mln.
Alawici odmiennie od sunnitów i szyitów imamitów interpretują zarówno Koran, jak i pięć filarów islamu. Wierząc w jednego Boga, wierzą również w cykliczne inkarnowanie się boskości na ziemi w postaci kolejnych objawień. W każdym z nich boskiej postaci towarzyszą prorok i pomocnik. Ostatnią boską postacią i najdoskonalszym objawieniem był Ali, któremu towarzyszyli Mahomet i Salman al-Farisi. Wierzą również w reinkarnację, której ostatecznym efektem jest powrót do pierwotnej postaci świetlistego ciała, opiewającego Boga w czystej formie.
Alawici nie posiadają hierarchii duchownej, ani jednolitej organizacji wyznaniowej. Na czele wspólnot lokalnych stoją szajchowie. Całość doktryny ujawniana jest jedynie niektórym wiernym po przejściu dodatkowych rytuałów. Alawici nie ujawniają również szczegółów swoich praktyk religijnych, ani nie zgadzają się na publikację większości świętych ksiąg. Nie ma możliwości przyjęcia religii z własnej woli, decyduje bowiem urodzenie w rodzinie alawickiej.
Będąc mniejszością wyznaniowo-etniczną, alawici odgrywali szczególną rolę w Syrii po zamachu stanu, zorganizowanym w 1963 przez Komitet Wojskowy partii Baas. Wywodzący się z tej grupy religijnej oficerowie (przede wszystkim Salah Dżadid i Hafiz al-Asad) objęli po przewrocie faktyczną władzę w kraju, utrwaloną jeszcze po drugim zamachu stanu w Syrii. W 1970 Hafiz al-Asad ostatecznie zwyciężył w rywalizacji o władzę w państwie i rządził Syrią w sposób autorytarny do śmierci w 2000. Po jego śmierci władza przeszła w ręce jego syna Baszszara. Pod rządami partii Baas alawici syryjscy zdominowali siły zbrojne i służby bezpieczeństwa, nie eliminując jednak innych grup wyznaniowych całkowicie z życia publicznego. Podczas wojny domowej w Syrii alawiccy cywile padali ofiarą zbrodni dokonywanych przez Państwo Islamskie w Iraku i Lewancie oraz inne grupy fundamentalistów sunnickich.

## Doktryna

### Źródła wiary
Wierzenia alawitów są synkretyczne. Określając się jako muzułmanie, alawici akceptują jedynie niektóre elementy doktryny islamu w interpretacji bliskiej ismailizmowi. Z pięciu filarów islamu w praktyce zachowują jedynie zmodyfikowaną szahadę (do której dodają odwołanie do osoby Alego), pozostałe uznając za symboliczne i nieobligujące wiernych do konkretnych zachowań. Dżihad ma w alawizmie status kolejnego filaru wiary i rozumiany jest jako walka z wrogami Alego: dawniej tymi, którzy odsunęli go od władzy, a następnie ze wszystkimi, którzy przeczą jego boskości.
Alawici uznają Koran za świętą księgę, lecz interpretują ją w odmienny niż szyici i sunnici sposób, określany przez badaczy jako symboliczny, alegoryczny lub nawet ezoteryczny. Kolejną świętą księgą jest Księga heptady i cieni, znana również pod alternatywnymi tytułami Księga duchów i cieni oraz Szlachetna księga heptady. Zachowało się kilka egzemplarzy tego tekstu, które różnią się między sobą, ponadto każdy z nich jest niepełny, co może wynikać z zaginięcia fragmentu albo z rozmyślnego utrzymywania go w sekrecie. Autorem Księgi heptady i cieni jest prawdopodobnie Abu Dżafar Muhammad ibn Sinan az-Zahiri z Kufy. Kolejną świętą księgą alawitów jest spisana przez at-Tarabaniego Księga świąt. Innym znaczącym tekstem jest Życie Szarifa Dżafara as-Sadika. Korpus świętych tekstów alawickich jest szerszy, jednak wiedza o pozostałych księgach jest ściśle chroniona, a ich publikowanie zabronione. Nie funkcjonuje szariat.
Doktryna alawicka czerpie zarówno ze zmodyfikowanej tradycji sunnickiej, jak i z nauczania starszych radykalnych prądów w szyizmie: hattabijja i aljaijja; z tego ostatniego wywodzi się uznanie Alego za Boga. Według niektórych badaczy na rozwój wierzeń alawitów wpływ mieli sabejczycy z Harranu, dawne wyznania irańskie, zaratusztrianizm i gnostycyzm. W ocenie Katarzyny Pachniak wierzenie alawitów kształtowały osoby nieposiadające wiedzy filozoficznej, niezdolne do głębszych spekulacji i refleksji, jedynie starające się łączyć w całość elementy różnych koncepcji.
Współcześnie obszerne streszczenie nauczania alawitów wydane zostało w 1972 i podpisane przez 80 teologów tego wyznania.

### Bóg
W doktrynie alawitów unika się definiowania egzystencji i atrybutów Boga, którego transcendencja jest zbyt wielka, by opisywać ją za pomocą ludzkich pojęć. Bóg nie ma imienia, jest zawsze jeden i jedyny. Według alawitów osoba Boga objawia się na ziemi pod różnymi postaciami (ar. mana). Każdej towarzyszy prorok, który nazywany jest imieniem (ism) i zasłoną (hidżab) prawdziwego bóstwa, a także pomocnik (dosł. brama, bab). Boskość obecna jest zarówno w mana, jak i bab i ism. Alawici utrzymują, że takich objawień boskich było do tej pory siedem. Wyznaczają one podział historii całej ludzkości na siedem er (dosł. „kopuł”, ar. kubba). W ostatnim wcieleniem Boga był kalif Ali, któremu towarzyszyły prorok – Mahomet i pomocnik – Salman al-Farisi. Było to najdoskonalsze z objawień, dopełnienie wszystkich dotychczasowych.

#### Wcielenia boskości w teologii alawickiej[11]
| Bóg (mana)    | Imię (ism)     | Brama (bab)             |
| ------------- | -------------- | ----------------------- |
| Abel          | Adam           | Dżibril                 |
| Set           | Noe (Nuh)      | Jail ibn Fatin          |
| Józef (Jusuf) | Jakub          | Ham ibn Kusz            |
| Jozue         | Mojżesz (Musa) | Dan ibn Usbaut          |
| Asaf          | Sulajman       | Abd Allah ibn Sinan     |
| Szymon Piotr  | Jezus (Isa)    | Razwaba ibn al-Marzuban |
| Ali           | Mahomet        | Salman al-Farisi        |

Cześć oddawana Alemu, który jest samym Bogiem, określa się mianem walijja. Zobowiązuje ona wiernego do całkowitego oddania się Alemu, oddawania mu czci i walki z jej wrogami, z tymi, którzy zaprzeczają jego boskości. Na przestrzeni wieków znaczenie osoby Alego było jednak pojmowanie różnie i było przedmiotem kontrowersji, czy nawet walk religijnych. W różnych interpretacjach Ali był uważany za boskiego namiestnika na ziemi lub samego Boga. Różnie pojmowano znaczenie objawień bożych czy kwestię miejsca przebywania Alego po śmierci (na słońcu lub na księżycu). Opowiadający się za słońcem określani są jako szamsijja, za księżycem – kamarijja. Niektórzy alawici nauczali, że każdego człowieka można uważać za Boga, lub też że istnieje jedynie Mądrość Boża, a nie on sam jako osoba. Niezależnie od przyjmowanej szczegółowej interpretacji, pozycja Alego w systemie wierzeń alawitów jest nieporównywalnie większa niż w jakimkolwiek innym radykalnym nurcie szyickim. Tylko alawici dokonują bowiem jego deifikacji i utożsamienia z Bogiem, o którym mowa w Koranie.
Po objawieniu Alego postacie Boga objawiały się w osobach kolejnych jedenastu (z dwunastu) imamów szyickich. Według nauczania alawitów zostali oni stworzenie przez Boga tysiące lat przed człowiekiem, w postaci duchów asystujących przy boskim tronie i stale głoszących jego chwałę. Za boskie inkarnacje uważa się również władców perskich. Według niektórych tekstów alawickich boskość obecna jest we wszystkich członkach Ahl al-Bajt. W szczególny sposób pojmuje się niekiedy postać Fatimy, którą uważa się za mężczyznę przyjmującego postać kobiecą i nazywa imieniem Fatir. Potomkowie Alego w doktrynie alawitów nie jedzą ani nie piją, nie biorą ślubów i nie rodzą się, lecz są zsyłani wprost od Boga. Niektóre elementy tradycji alawickich związanych z kolejnymi wcieleniami Boga i relacjami między poszczególnymi mana, ism i bab są niejasne czy wręcz niespójne. Funkcjonują również różne wersje opowieści o poszczególnych postaciach, które uważa się za wcielenia boskie.
W doktrynie alawickiej funkcjonuje również kult świętych. Świętości dostępować mogą jedynie mężczyźni, w nich również następuje inkarnacja boskości, kobiety bowiem rodzą się w grzechu. Oprócz proroka i pomocnika, każda z boskich postaci miała również swojego przeciwnika, występującego przeciwko jego działaniom na ziemi. On również wcielał się każdorazowo w trzy osoby.

### Hierarchia bytów
Alawici wierzą w istnienie dwóch światów – wielkiego świetlistego świata, czyli niebios, oraz małego ziemskiego świata, w którym żyją ludzie. Został on stworzony w ostatniej erze dziejów ludzkości przez pięciu jatimów – wyjątkowych istot, stworzonych według jednych autorów przez Salmana al-Farisiego, według innych – istniejących w każdej z er w różnych wcieleniach. Jatimowie stworzyli świat, są przyczyną wszystkich zdarzeń we wszechświecie, a każdy odpowiada za inny aspekt życia. Oprócz pięciu jatimów-twórców świata na ziemi żyje jeszcze dalszych pięciuset. Niżej w hierarchii bytów znajdują się nakibowie i nadżibowie (zwierzchnicy, przywódcy, szlachetni); łącznie jest ich 700, do grupy tej zalicza się m.in. imamów szyickich. Kolejne miejsca zajmują muhtassun (szczególni) w liczbie 800, muhlisun (szczerze oddani, łącznie 900), mumtahanun (doświadczeni, 1100 mężczyzn). Niższe stopniem kategorie to mukarrabun (przybliżeni, 14 tysięcy mężczyzn), cherubini (15 tys.), ruhijjun (duchowi, 16 tys.), mukaddasun (uświęceni, 17 tys.), saihun (wędrujący, tj. asceci, 18 tys.), mustami'un (słuchający, 19 tys.), lahikun (podążający, 20 tys.). Według nauczania alawitów doskonalenie się w wierze i nauka teologii są drogą do przechodzenia do coraz to wyższych stopni hierarchii. Wierni, którzy osiągną szczególny stopień zaawansowania, mogą stać się nakibami i nadżibami, pozostającymi pod mistyczną opieką boskiej inkarnacji – bramy, następnie zasłony; ostatecznie zostają powierzeni osobiście Alemu. Alawici wierzą, że po osiągnięciu tego stanu człowiek nie potrzebuje już jedzenia ani picia.

### Kosmogonia i reinkarnacja
Według nauczania alawickiego wierzący byli pierwotnie gwiazdami i światłami, istniejącymi wiecznie. Nieustannie oddawali cześć Bogu, Alemu, który jawił im się w postaci czystej, bez potrzeby wcielania się. Okres ten trwał 7077 lat i siedem godzin, a zakończył się, gdy przebywający w niebie uznali się za najszlachetniejsze stworzenia, grzesząc pychą. Ali ukrył się wówczas na 7000 lat za zasłoną. Po upływie tego czasu świetliste istoty zaświadczyły o jego boskości, po chwili jednak popełniły kolejny grzech, uznały bowiem, że są mu równe. Bóg ponownie przestał im się ukazywać na 7077 lat i siedem godzin, po czym objawiał się w różnych postaciach (starca, dziecka, młodego mężczyzny) i w towarzystwie Mahometa i Salmana al-Farisiego. Wówczas jednak świetliste istoty nie były w stanie go rozpoznać. Za karę Ali zesłał je na ziemię (zamieszkiwaną już wcześniej przez inne byty) i zmusił do przyjęcia postaci ludzkiej. Stworzył również złe duchy, które z kolei dały początek kobietom. W przeszłości alawici odmawiali kobietom posiadania duszy, co wyłączało je z cyklu śmierci i ponownych narodzin, z tego też powodu nie uważano za konieczne przekazywanie im jakiejkolwiek nauki o wierze. Współczesna teologia alawicka przyjmuje, że kobiety posiadają duszę, nadal jednak nie dopuszcza się ich do wspólnych obrzędów. W procesie reinkarnacji kobieta może stać się tylko inną kobietą, niezależnie od tego, jakie życie prowadziła. Mężczyzny, który nie przestrzegał zasad wiary, Bóg nie karze wcieleniem w kobietę. Społeczności tego wyznania mają charakter patriarchalny.
Ludzie zostaną zbawieni, gdy alawici, dzięki studiowaniu świętych ksiąg, rozpoznają na ziemi Alego oraz towarzyszących mu pomocnika i proroka. Ci, którzy uznają boskość Alego, zostaną wynagrodzeni, ci, którzy nie zechcą być mu posłuszni, będą ukarani, zaś ci, którzy nie uznają go za Boga, zostaną poddani procesowi musuhijji: reinkarnacji w postaci niższej niż ludzka.
Alawici wierzą, że dusza człowieka opuszcza ciało przez usta. W domach alawickich często wykuwa się w drzwiach dwa otwory, by dusza mogła wyjść na zewnątrz, nie spotykając złego ducha, który mógłby w tym samym momencie wchodzić do budynku. W procesie reinkarnacji wierzący otrzymują nagrodę za dobre uczynki lub zostają ukarani za popełnione zło. Człowiek postępujący właściwie odradza się w ciele osoby jeszcze doskonalszej, zaś grzesznik staje się zwierzęciem. Możliwa jest również przemiana w roślinę, roślinę uschniętą lub słomę oraz w brud. Według świadectwa al-Adaniego, alawity żyjącego w XIX w., który odszedł od wiary przodków, wśród alawitów rozpowszechnione były poglądy, jakoby dusze teologów muzułmańskich wcielały się po śmierci w osły, uczonych żydowskich – w małpy, chrześcijan – w świnie, a grzesznych alawitów – w zwierzęta przeznaczone na rzeź. Święte księgi alawitów przewidują jednak możliwość naprawienia swoich win przez wyznawców, którzy nie przestrzegali zasad wiary. Mogą oni wcielać się kolejno w 21 postaci doskonalszych od siebie wiernych, by ostatecznie stać się ciałami świetlistymi. Taka droga doskonalenia przewidziana jest dla alawitów, podczas gdy niewierni, przeczący boskości Alego, będą wcielać się w coraz gorsze postacie. Zakończeniem dziejów ludzkości będzie Sąd Ostateczny, na którym niewierni zostaną zabici, a symbole nieprawdziwych wierzeń zniszczone.

### Święta i obrzędy
Alawici nie posiadają jednej organizacji wyznaniowej; na czele wspólnot lokalnych stoją szajchowie. Szczegóły doktryny utrzymywane są w tajemnicy; nie zna ich ogół wiernych, a jedynie wybrani, którzy przeszli kolejne rytuały inicjacyjne. Proces pełnego poznania wiary jest długotrwały. W sekrecie utrzymywane są również szczegóły praktyk religijnych i obrzędy alawickie, co łączone jest z prawem do ukrywania prawdziwych przekonań religijnych w sytuacji prześladowań – takijja. Wiadomo jednak, iż dopuszczają używanie wina w rytuałach religijnych, przypominających chrześcijańską Eucharystię.
Alawici przejęli niektóre święta od szyitów, często jednak nadają im odmienną treść. Obchodzą Id al-Adha, Id al-Fitr i święto Aszura, jednak drugie ze świąt jest traktowane przede wszystkim jako wspomnienie Mahometa, zaś pierwsze – jako zapowiedź Sądu Ostatecznego i śmierci niewiernych. Podczas trzeciego z wymienionych świąt nie wspominają śmierci imama Husajna, lecz radośnie głoszą, że wbrew przekonaniu jego zabójców zabity został inny mężczyzna, Hanzala ibn Asad asz-Szibami. Ku czci Alego obchodzone są natomiast kolejne dwa święta przejęte od szyitów: Id al-Firasz oraz Id al-Ghadir. Pierwsze jest upamiętnieniem nocy, gdy Ali spał w łożu Mahometa, by ochronić go przed atakiem Kurajszytów, drugie zaś – dnia, w którym Ali z polecenia Mahometa stanął na czele gminy muzułmańskiej. Według alawitów Mahomet wypowiedział wówczas słowa potwierdzające boskość Alego. Podobnie jak wszyscy muzułmanie, alawici obchodzą Noc Przeznaczenia, jednak wyznaczają jej datę w połowie miesiąca szaban, a nie w ramadanie. Nusajryci wierzą, że tej nocy ich społeczność nawiedza imam Husajn. Jest ona również przeznaczona na wychwalanie Alego, Mahometa, Fatimy (Fatira) i jej synów.
Inne święta alawickie wywodzą się z tradycji perskiej. 21 marca (perski Nowy Rok) w tradycji alawitów jest świętem wyższości Persów, którzy przyjęli przesłanie Alego, nad Arabami, którzy je odrzucili. 16 października, podczas święta Mihradżan, wspominani są słudzy Alego pochodzący z Persji.
Alawici obchodzą również święta chrześcijańskie: Boże Narodzenie (które nazywają Nocą Narodzin), Wielkanoc i święto Objawienia Pańskiego. Jezus, syn czystej Maryi Dziewicy, jest dla nich jedną z epifanii Boga. Sama Maria również traktowana jest jako wcielenie Boga, które poprzedzało jego wcielenie się w matkę Mahometa Aminę, a następnie w Fatimę-Fatira. Znana jest również modlitwa alawicka, w której sławione jest objawienie Alego w postaciach Jana Chrzciciela i Szymona Piotra, natomiast towarzyszący mu prorok to kolejno Mojżesz, Jezus i św. Jerzy. Boże Narodzenie nie zachowuje zatem znaczenia pierwotnego, gdyż zostało ono przetworzone przez pryzmat podstawowej zasady teologii alawickiej – stałego manifestowania wiary w boskość Alego. Takie ustawiczne doszukiwanie się inkarnacji Alego w różnych postaciach, znanych alawitom z sąsiadujących kultur i wierzeń, było według badaczy formą dowartościowywania się małej i zamkniętej społeczności.
Alawici w modlitwie zachowują postawę ciała taką, jak szyici i sunnici malikici. Nie uważają za konieczne wznoszenia obiektów sakralnych, niekiedy jednak uczęszczają do meczetów. Modlitwa piątkowa nie jest obowiązkowa. Podczas modlitwy wierni patrzą w stronę słońca. Funkcjonuje kult świętych miejsc; jednym z nich jest grób Surura Ibn al-Kasima at-Tabaraniego. Alawici często noszą imiona chrześcijańskie. Przebywając wśród sunnitów, starają się do nich upodobnić, uczęszczając do meczetów i zachowując posty.

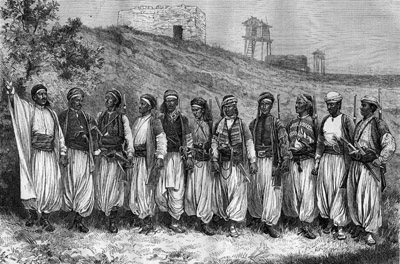
Tańczący alawici, ok. 1880

Alawici nie prowadzą działalności misyjnej i nie przyjmują konwertytów. Przynależność do ich grupy religijnej wiąże się z przynależnością etniczną i z członkostwem w jednej z czterech konfederacji plemienno-rodowych: Haddadinów, Chajjatinów, Matawira i Kalbija. Obrzędy, zwyczaje i interpretacje prawd wiary w każdej konfederacji są odmienne, a w przeszłości były przyczyną walk między nimi.

#### Inicjacja wiernych
Obrzędowi inicjacji, wprowadzającej w grono wiernych, poddawani są jedynie mężczyźni, zwykle w wieku od 18 do 20 lat, chociaż można ją przeprowadzić już po piętnastych urodzinach. Adept musi pochodzić od dwojga rodziców-alawitów. Pierwsza faza procesu inicjacji trwa od siedmiu do dziewięciu miesięcy na podobieństwo ciąży. Rozpoczyna ją obrzęd wyobrażający małżeństwo (nikah) duszy inicjowanego z duszą prowadzącego ceremonię, a wieńczy uroczystość symbolizująca narodziny, podczas której uczeń składa przysięgę. Kolejne dwa lata porównywane są do okresu rozwoju małego dziecka; w tym czasie adept, pod kierunkiem dwóch wprowadzających, poznaje podstawy doktryny wiary i główne teksty religijne.

## Historia

### Nazwa
Terminy alawizm i alawici zostały wprowadzone do szerszego obiegu przez samych członków tej grupy, którzy pragnęli zastąpić nimi określenia nusajryzm i nusajryci. W ten sposób swoją grupę etniczną i religijną określił Muhammad Amin Ghalib at-Tawil w wydanej w 1824 Historii Alawitów. Prawdopodobnie alawici chcieli w ten sposób podkreślić rolę Alego w swoich wierzeniach, a nie tylko uchodzić za odłam islamu zapoczątkowany przez Ibn Nusajra. Nie jest jednak prawdą twierdzenie autorów alawickich, jakoby to Osmanowie ukuli termin nusajryci i wyeliminowali z użycia pierwotnych termin alawici.
Mniej jasna jest etymologia terminów nusajryzm i nusajryci, obecnych w literaturze arabskojęzycznej od XI w. Najbardziej wiarygodna hipoteza zakłada, że zostały one ukute od imienia Muhammada ibn Nusayra an-Namiriego, ucznia jedenastego imama Hasana al-Askariego. Inne, dość wątpliwe koncepcje zakładają, że nazwa ta pochodzi od wsi Nasirijja k. Al-Kufy lub od wsi Nasrana. Jedna z grup alawitów interpretowała nazwę nusajryci jako dowód pochodzenia od nazarejczyków, o których pisał Pliniusz. Jeszcze inna hipoteza zakłada, że pojęcie nusajryci oznaczało pierwotnie mali chrześcijanie i było pierwotnie określeniem pejoratywnym, którym posługiwali się przeciwnicy alawitów, odnosząc się do obecności elementów pochodzenia chrześcijańskiego w ich praktykach religijnych.
Sami alawici nazywają swoją wiarę również „religią jedynobóstwa” (din at-tawhid), a siebie ahl at-tawhid.

### Powstanie

#### Początki doktryny
Początki alawizmu sięgają połowy IX w. i nie zostały do tej pory w pełni opisane. Opracowania poświęcone tym zagadnieniom pisane przez alawitów z reguły świadomie pomijają lub przekręcają różne fakty.
Według niektórych autorów alawickich nusajryzm powstał na terytorium współczesnego Iraku za sprawą działalności Muhammada ibn Nusajra an-Namiriego (zm. w 874), który pobierał wcześniej nauki u jedenastego imama Hasana al-Askariego. An-Namiri pochodził z Basry lub Chuzistanu, zaś z jedenastym imamem spotkał się w Samarzrze. Odmiennie początki alawizmu opisują autorzy niebędący członkami tej grupy religijnej, którzy przedstawiają an-Namiriego jako ucznia dziesiątego imama, Alego al-Hadiego. Według twierdzeń badaczy zarówno sunnickich, jak i szyickich, Ali al-Hadi przeklął jednak an-Namiriego, gdy ten zaczął przypisywać mu boską naturę i chciał, by ogłosić go prorokiem. Po śmierci Alego al-Hadiego an-Namiri został uczniem jego syna i jedenastego imama, ogłaszając, że i on posiadał boską naturę. Inni autorzy zaprzeczają, jakoby an-Namiri był postacią historyczną i utrzymują, że twórcą alawizmu był sam Ali.
An-Namiri nauczał również o wędrówce dusz, a ponadto twierdził, że prawo muzułmańskie nie jest obowiązkowe dla wszystkich wyznawców. Dopuszczał związki homoseksualne, uznając, że jest to jedna z form przyjemności dopuszczonych przez Boga, a także małżeństwa między krewnymi. Według niektórych źródeł głosił swoje poglądy na dworze Abbasydów w Bagdadzie, gdzie zgromadził grupę zwolenników. Głoszenie boskości imamów było wówczas w kręgach szyitów dosyć rozpowszechnione. Nauczanie an-Namiriego kontynuowali jego uczniowie, którzy zaczęli głosić, że boską naturę posiadali nie tylko imamowie, ale i on sam.
W literaturze często przyjmuje się, że alawici wyodrębnili się jako odrębny nurt religijny od ismailitów. Twierdzenie to najprawdopodobniej nie jest jednak prawdziwe.
Nauczanie alawickie wymienia jako pierwszego ucznia an-Namiriego, zdolnego do poprawnego interpretowania jego nauk, Muhammada ibn Dżundaba, nie podaje jednak żadnych szczegółów dotyczących jego działalności. Więcej wiadomo na temat kolejnego ucznia, Persa Abu Muhammada Abd Allaha al-Dżumbulaniego al-Dżannana (w innej wersji Abu Muhammada Abd Allaha az-Zahida al-Dżannana). Był on ascetą, zmarł ok. 900 roku i to on wprowadzał w doktrynę alawicką kolejnego ucznia – Abu Abd Allaha al-Chasibiego (w innej wersji – Husajna ibn Hamdana al-Chasibiego). Prawdopodobnie to drugi z uczniów twórcy alawizmu wprowadził do kultu elementy pochodzące z tradycyjnych wierzeń perskich, w tym święto równonocy oraz święto w dniach, gdy boskość Alego objawia się w słońcu.

#### Działalność al-Chasibiego
Al-Chasibi uważany jest powszechnie przez alawitów za jednego z najważniejszych teologów ich grupy. Przypisuje mu się odbycie szeregu podróży misyjnych, w czasie których szerzył naukę poprzedników. Był na dworze Bujjidów w Iraku oraz u Hamdanidów w Aleppo i Mosulu. Zdołał przekonać do swoich poglądów Sayfa ad-Dawlę, który być może sprzyjał jego aktywności. Nie odniósł natomiast sukcesu w Aleppo, toteż udał się ponownie do Bagdadu, gdzie trafił do więzienia, z którego zbiegł. Podawał się następnie za Mahometa uwolnionego z zamknięcia przez Jezusa Chrystusa. Al-Chasibi doprowadził do upowszechnienia się alawizmu w północnej Syrii, gdzie jest obecnie największe skupisko wyznawców tego odłamu. On również spisał systematyzujące nauczanie an-Namiriego księgi Kitab al-Akwar oraz Kitab al-Hidaja al-Kubra. Al-Chasibi wprowadził do doktryny alawitów elementy pochodzenia chrześcijańskiego, w szczególności rozwijając rolę Jezusa Chrystusa, który w jego nauczaniu objawiał się w każdym proroku i mędrcu na świecie. Rozwinął również nauczanie o wędrówce dusz i wcieleniach Alego oraz Salmana al-Farisiego.

#### Ostatni przywódcy zjednoczonych alawitów
Po śmierci al-Chasibiego ok. 957 r. przywództwo wśród alawitów objął jego uczeń Muhammad ibn Ali al-Dżil, opisywany w literaturze nusajryckiej jako najwybitniejszy z pięćdziesięciu mężczyzn pobierających nauki u al-Chasibiego. O jego działalności do śmierci ok. 994 r. brakuje bliższych informacji. Ostatnim, który przewodził całej wspólnocie nusajryckiej przed jej podziałem na rywalizujące plemiona i klany, był Abu Sad al-Kasim at-Tarabani (w innym brzmieniu Surur ibn al-Kasim at-Tarabani), Palestyńczyk osiadły w Latakii. Według Janusza Daneckiego alawici pod jego przewodnictwem przenieśli się na wybrzeże Morza Śródziemnego w 1032. Tradycja alawicka przypisuje mu nawrócenie na swoją naukę silnego miejscowego rodu Tanuch, jak również szerzenie alawizmu wśród miejscowych chłopów. Pozostawione przez niego teksty teologiczne (zwłaszcza Kitab Madżmu al-Ajad) stanowią jedno z podstawowych źródeł doktryny tej grupy religijnej.

### Średniowiecze
W roku 1097 krzyżowcy dokonali masowego mordu na alawitach, uznając ich za muzułmanów. Po opanowaniu Latakii przez krzyżowców na pocz. XII w. ludność alawicka emigrowała z miasta w góry, osiedlając się na obszarach zamieszkiwanych przez jeden z odłamów ismailitów – nizarytów, z którymi alawici szybko znaleźli się w konflikcie. Z czasem, gdy krzyżowcy przekonali się o rzeczywistym charakterze wierzeń alawickich, odmiennych od sunnizmu, zaczęli akceptować ich obecność i angażować się w wewnętrzne spory między różnymi odłamami w obrębie tej grupy. W 1120 r. 25 tys. alawitów zostało pokonanych przez połączone siły ismailickie i kurdyjskie, trzy lata później po zmianie sojuszy alawici i ismailici odnieśli wspólne zwycięstwo nad Kurdami. W okresie walk Saladyna z krzyżowcami alawici usiłowali pozyskiwać wsparcie lokalnych emirów w swojej rywalizacji z nizarytami.
W okresie panowania sułtana Bajbarsa z dynastii Mameluków alawici byli zwalczani na równi z nizarytami i podlegali przymusowemu nawracaniu na islam sunnicki. Alawici i ismailici bez powodzenia próbowali zjednoczyć się przeciwko dotykającym ich prześladowaniom. W XIV w. alawici zostali przez teologów sunnickich oficjalnie ogłoszeni heretykami, których księgi podlegały konfiskacie i przeciwko którym nakazane było prowadzenie świętej wojny. Ibn Tajmijja wydał w tej sprawie fatwę, w której stwierdzał, iż walka prawdziwych muzułmanów przeciwko alawitom, nawracanie ich i zabijanie opornych oraz konfiskowanie ich własności były uprawnione. Ataki na społeczność alawicką trwały do końca panowania mameluckiego na ziemiach syryjskich.

### Panowanie osmańskie
Po przyłączeniu Syrii do Imperium Osmańskiego w 1517 r. sułtan Selim I Groźny, za wiedzą i zgodą przywódców religijnych sunnitów, zamordował 9400 miejscowych alawitów. Nusajryci przetrwali okres panowania osmańskiego przede wszystkim ukrywając się w górach; oficjalna polityka ich nawracania na sunnizm pozostawała niezmienna. Niekiedy uzyskiwali wsparcie paszów tureckich i nieformalną autonomię, nie podlegali poborowi rekruta ani nie uiszczali podatków.
W połowie XIX w. władze tureckie postanowiły zlikwidować faktyczną niezależność wspólnot alawickich, na co odpowiedzieli oni oporem zbrojnym. Został on złamany w latach 70. XIX w., kiedy to terytorium zamieszkiwane przez alawitów znalazło się pod pełną kontrolą Ottomanów. Alawici byli zobowiązani do płacenia dżizji, byli także obiektem innych represji. W XIX w. synkretyczne wierzenia nusajrytów budziły zainteresowanie misjonarzy chrześcijańskich działających w Libanie, niekiedy błędnie uznawano ich za wyznanie chrześcijańskie. Zainteresowanie to zaniepokoiło władze tureckie, które usiłowały, poprzez fundowanie budowy meczetów, stopniowo zasymilować alawitów z islamem sunnickim. Działania te nie dały jednak spodziewanych efektów.

### Mandat francuski w Syrii i Libanie

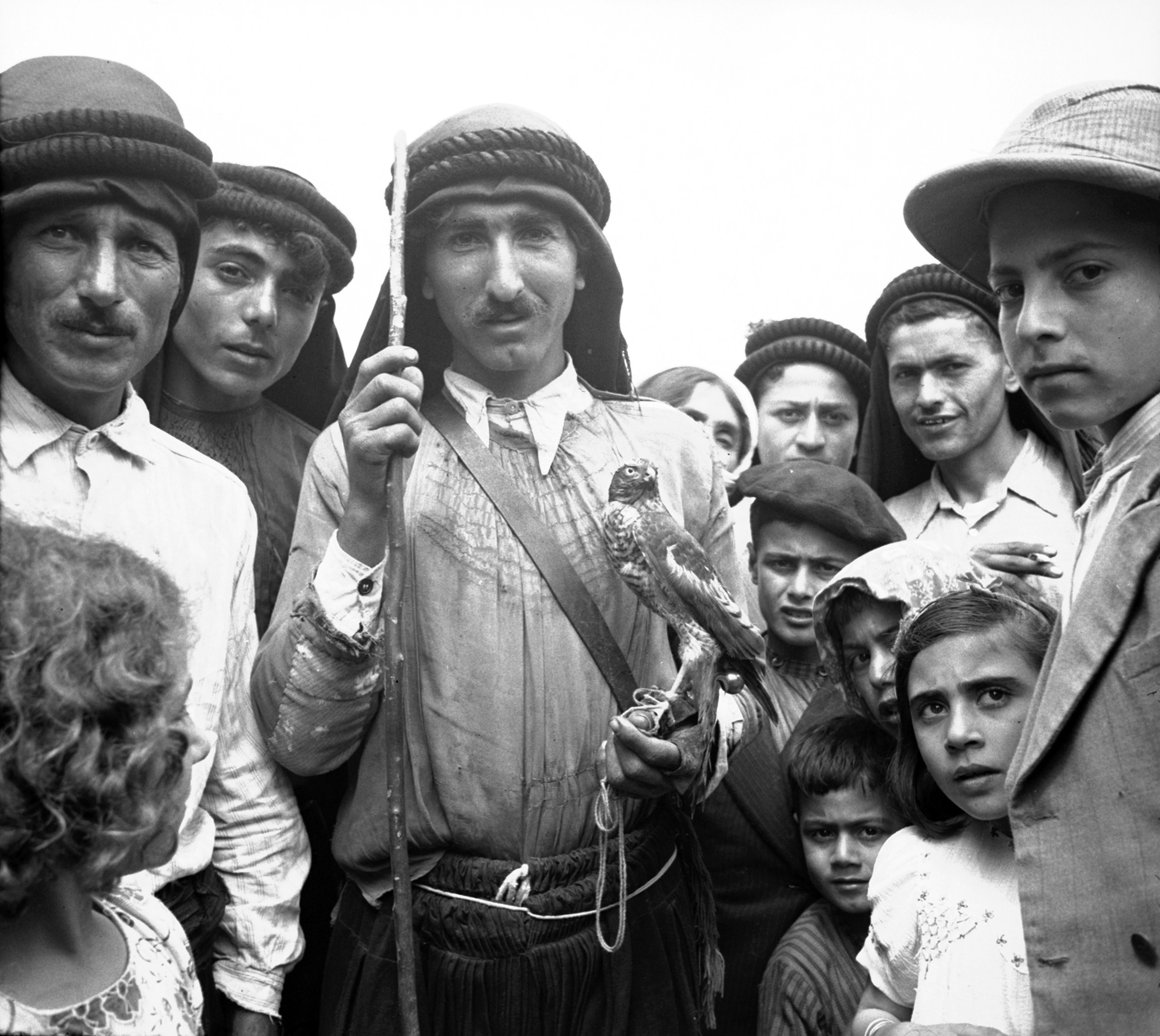
Alawicki sokolnik, zdjęcie z okresu II wojny światowej.

Po ustanowieniu francuskiego Mandatu Syrii i Libanu Francuzi podzielili jego terytorium na sześć okręgów. Podstawą podziału była nadzieja na utrwalenie podziałów religijnych i etnicznych w celu ugruntowania władzy francuskiej. Jednym z okręgów było Autonomiczne Terytorium Alawitów ze stolicą w Latakii. W 1922 terytorium to zostało połączone z Okręgiem Damaszku i Okręgiem Aleppo, tworząc niesamodzielne Państwo Syrii. W 1924 przestało ono funkcjonować, zaś terytorium alawitów formalnie uzyskało niezawisłość pod nazwą Państwo Alawitów (następnie Sandżak Latakii). Władza w nim należała jednak do gubernatora francuskiego, przy którym działała 17-osobowa Rada, w której alawici mieli dziewięcioosobową większość. W 1937 organizm ten zunifikowano z Republiką Syryjską jako jedną z jej prowincji. W okresie panowania francuskiego zdarzały się przypadki przechodzenia alawitów na chrześcijaństwo. Sunnicka większość społeczeństwa syryjskiego zarzuca alawitom kolaborację z władzami kolonialnymi.
Od 1922 alawici posiadali w Syrii i Libanie własne sądy religijne, działające formalnie w oparciu o zasady dżafaryckiej szyickiej szkoły prawnej. Społeczność alawicka była bardzo uboga, trudniła się przede wszystkim pracą na roli, uprawą winorośli, tytoniu, bawełny, pszenicy.
Ostatecznie wcielenie Państwa Alawitów do niepodległej Syrii nastąpiło w 1947, gdy władze centralne nowego państwa zlikwidowały alawicki ruch separatystyczny, na czele którego stał Sulajman al-Murszid.
W okresie mandatu francuskiego w Syrii władze mandatowe utworzyły Legion Syryjski i otworzyły w Damaszku Akademię Wojskową. Studia wojskowe oraz służba w formacji (pod komendą oficerów francuskich) nie były atrakcyjne dla sunnickiej większości mieszkańców Syrii, natomiast przedstawiciele mniejszości widzieli w nich szansę awansu społecznego. Alawici, obok chrześcijan, Druzów i Kurdów, stanowili większość żołnierzy Legionu, a następnie służyli w utworzonych po jego przekształceniu Wojskach Specjalnych. Formacja ta była w okresie mandatu narzędziem kontroli Francji nad terytorium arabskim, jednak po ogłoszeniu niepodległości przez Syrię stała się podstawą jej sił zbrojnych. Zapewniło to alawitom wpływy w społeczeństwie, które z czasem przełożyły się na bezpośredni udział w sprawowaniu władzy.

### W niepodległej Syrii
W niepodległej Syrii najważniejsze role polityczne odgrywały ugrupowania sunnickie, zdominowane przez wąską konserwatywną elitę zamożnych rodów miejskich oraz wielkich posiadaczy ziemskich. Alawici nie mieli swoich przedstawicieli w największych partiach syryjskich – Bloku Narodowym i w powstałych z podziału w nim Partii Narodowej i Partii Ludowej. Jedyną możliwością awansu społecznego pozostawała dla nich kariera wojskowa – w armii syryjskiej utworzyli nieformalną grupę oficerów o istotnych wpływach. W miarę wzrostu wpływu wojska na politykę Syrii ludzie wywodzący się z mniejszości etnicznych zyskiwali coraz poważniejsze znaczenie w państwie. Alawici, podobnie jak przedstawiciele innych mniejszościowych grup religijnych, wstępowali również do nowych syryjskich partii lewicowych. Zaki al-Arsuzi był wśród twórców powstałej w 1947 partii Socjalistycznego Odrodzenia Arabskiego (Baas).
Wywodzący się z mniejszości (alawici i ismailici) oficerowie związani z partią Baas utworzyli na przełomie lat 50. i 60. tajny Komitet Wojskowy, który zorganizował zamach stanu w Syrii w 1963. Po przewrocie władzę w kraju objęła partia Baas, zaprowadzając autorytarny system rządów.

#### Rola alawitów w Syrii rządzonej przez partię Baas

##### 1963–1970

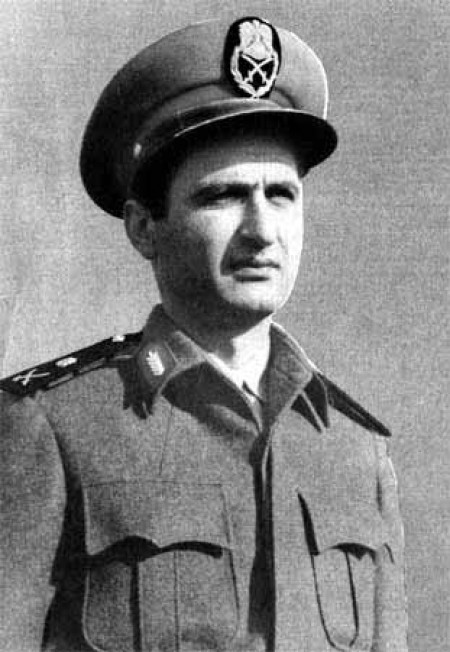
Salah Dżadid, jeden z przywódców zamachów stanu w Syrii w latach 1963 i 1966, w okresie 1966–1970 faktycznie rządził krajem, wprowadzając radykalny program socjalistycznych reform społecznych.

Po przewrocie utworzona została Narodowa Rada Dowództwa Rewolucji i rząd tymczasowy, jednak faktycznie władza w kraju należała do trzech oficerów alawickich, członków Komitetu Wojskowego: Salaha Dżadida, Muhammada Umrana i Hafiza al-Asada. Obaleniu dotychczasowych władz Syrii towarzyszyła całkowita zmiana elity władzy, z której usunięto przedstawicieli zamożnego mieszczaństwa i posiadaczy ziemskich, których miejsce zajęli młodsi politycy, wywodzący się z rodzin wiejskich, często z rodzin alawickich, ismailickich lub druzyjskich. Nie oznaczało to jednak całkowitego wyeliminowania sunnitów ze stanowisk państwowych (sunnitami byli m.in. Salah ad-Din al-Bitar i Amin al-Hafiz); partia Baas głosiła hasła socjalistyczne i opowiadała się za państwem świeckim.
Znaczenie alawitów i innych przedstawicieli mniejszości w Syrii wzrosło jeszcze po zamachu stanu, które w lutym 1966 przeprowadziła lewicowa frakcja partii Baas, eliminując z elity rządzącej polityków bardziej umiarkowanych. Faktyczną władzę w kraju objął gen. Salah Dżadid, chociaż formalnie nie pełnił żadnego stanowiska państwowego (był jedynie zastępcą sekretarza generalnego Przywództwa Regionalnego Partii Baas). Generałowi Hafizowi al-Asadowi powierzono stanowisko ministra obrony. Dżadid zdecydował natomiast o powołaniu na urząd prezydencki sunnity Nur ad-Dina al-Atasiego, również zwolennika radykalnej lewicy, by głową państwa symbolicznie był przedstawiciel największej grupy wyznaniowej. Równocześnie w partii Baas dochodziło do kolejnych konfliktów frakcyjnych, które według Nikolaosa van Dama rozgrywały się głównie między działaczami o różnej przynależności religijnej. W 1966 z Przywództwa Regionalnego usunięto sunnitów i Druzów, zaś do 1968 – ismailitów, co doprowadziło do dominacji alawitów w kierownictwie partyjnym. Nie stanowili oni jednak jednorodnej grupy, różnili się w poglądach dotyczących gospodarki, ideologii i polityki zagranicznej, co uwidoczniło się po klęsce Syrii w wojnie sześciodniowej. Z kolei według Hanny Batatu podziały wyznaniowe i etniczne nigdy nie były główną przyczyną sporów wewnątrzpartyjnych, autor ten podkreśla jednak, że wspólnota wyznania i pochodzenia miała wpływ na tworzenie się nieformalnych frakcji.
Radykalne reformy, inspirowane przez Dżadida, w zestawieniu z alawickim pochodzeniem znacznej części elity władzy, wzmagały niechęć zamożnego mieszczaństwa sunnickiego do rządów Baas. W środowisku tym zaczęły powstawać radykalne ugrupowania islamistyczne, występujące przeciwko władzom.
Klęska Syrii w wojnie sześciodniowej doprowadziła do gwałtownych sporów w kierownictwie partyjnym, w tym do konfliktu między Dżadidem i al-Asadem, który zaczął opowiadać się za zmianą kursu w gospodarce na bardziej liberalny i poprawą stosunków z konserwatywnymi monarchiami arabskimi. Od 1968 do 1970 w partii Baas de facto działały dwa odrębne ośrodki władzy. Rywalizacja o wpływy zakończyła się puczem przeprowadzonym przez zwolenników al-Asada i przejęciem przez niego całkowitej kontroli nad państwem. Odsunięcie od władzy najbardziej znaczących dotąd osób w państwie oraz korekta polityki wewnętrznej i zagranicznej (Ruch Korygujący) nie oznaczały spadku wpływów alawitów jako grupy etniczno-religijnej.

##### Rządy Hafiza al-Asada

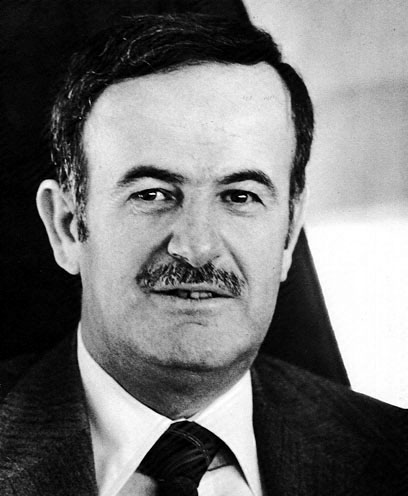
Hafiz al-Asad przejął władzę w Syrii drogą kolejnego puczu w 1970 i sprawował autorytarną władzę w kraju do śmierci.

Ustanowiony przez al-Asada system władzy wielokrotnie był określany w literaturze jako oparty wyłącznie na alawitach, co według innych badaczy jest obrazem uproszczonym. Al-Asad obsadzał na stanowiskach państwowych osoby lojalne wobec siebie, zarówno członków rodziny lub klanu Kalbija, jak i zaufanych towarzyszy z partii i wojska. Osobista lojalność wobec al-Asada stanowiła kryterium ważniejsze, niż przynależność wyznaniowa i etniczna – najbliższy krąg jego współpracowników składał się z oficerów, którzy uczestniczyli w zamachu stanu z 1970. Syryjscy alawici nigdy nie dążyli do zmonopolizowania kontroli nad państwem. Na tle innych systemów autorytarnych zdominowanych przez mniejszości wyróżniali się zdolnością nawiązywania koalicji międzywyznaniowych (Szmuel Bar zaproponował termin „koalicjonizm konfesyjny” w miejsce określania syryjskiego systemu władzy jako alawickiego) oraz pozyskiwania poparcia przedstawicieli większości sunnickiej, przede wszystkim jej warstwy uboższej (ludność wiejska). Szczególne znaczenie miało poparcie ismailitów i Druzów, którym zapewniono przywileje niewspółmierne do ich liczebności. Przez całe lata 80. i 90. XX wieku alawici dominowali w siłach bezpieczeństwa i w wojsku, natomiast sunnici zajmowali wielokrotnie czołowe stanowiska rządowe oraz partyjne.
Za rządów Hafiza al-Asada większość oficerów armii syryjskiej była alawitami; dokładne dane procentowe nie są ujawniane. Wyłącznie alawici służyli w Kompaniach Obrony do 1984. Po rozformowaniu tej jednostki w wymienionym roku na jej miejsce powstała Gwardia Republikańska, której dowódcami w latach 80. i 90. również byli alawici Adnan Machluf, a po nim Ali Mahmud Hasan, Mahir al-Asad i Muhammad Szuajb Ali Sulajman. Również alawici (Ali Hajdar, a po nim Ali Habib Mahmud) dowodzili elitarnymi Siłami Specjalnymi. Od lat 70. XX wieku tylko im powierzano kierowanie Wywiadem Wojskowym, najważniejszą z czterech syryjskich agencji bezpieczeństwa.
Podczas gdy w pierwszych latach po zamachu stanu partii Baas bazą społeczną władzy byli przede wszystkim członkowie mniejszości religijnych (działalność w partii była dla nich drogą awansu społecznego przez cały okres rządów Hafiza al-Asada i jego syna Baszszara) oraz ludność wiejska, za rządów Hafiza al-Asada, zwłaszcza od lat 80. XX wieku, systematycznie starano się pozyskiwać poparcie mieszkańców miast, czego jednak nigdy w pełni nie osiągnięto. Ze średniozamożnych sunnickich rodzin miejskich, zajmujących się głównie handlem, pochodzili w większości członkowie opozycji islamistycznej, która nielegalnie rozwijała się w Syrii w latach 70. XX wieku. Organizacje te uważały alawitów za wrogów, zarzucając im zawłaszczanie sunnickiego w większości państwa. Od połowy tej dekady islamiści organizowali akty terroru indywidualnego, których ofiarami padali obok urzędników państwowych i działaczy partyjnych właśnie alawici. 16 czerwca 1979 w takim ataku na Akademię Wojskową w Aleppo zamordowanych zostało od 32 do 83 kadetów-alawitów.
Przez cały okres rządów Hafiza al-Asada, a także po objęciu władzy przez jego syna, publiczne akcentowanie własnej przynależności religijnej i etnicznej oraz odwoływanie się do solidarności członków jednej grupy było zabronione. Oficjalna propaganda państwowa utrzymywała, że istnieje tylko jeden naród syryjski.

##### Rządy Baszszara al-Asada

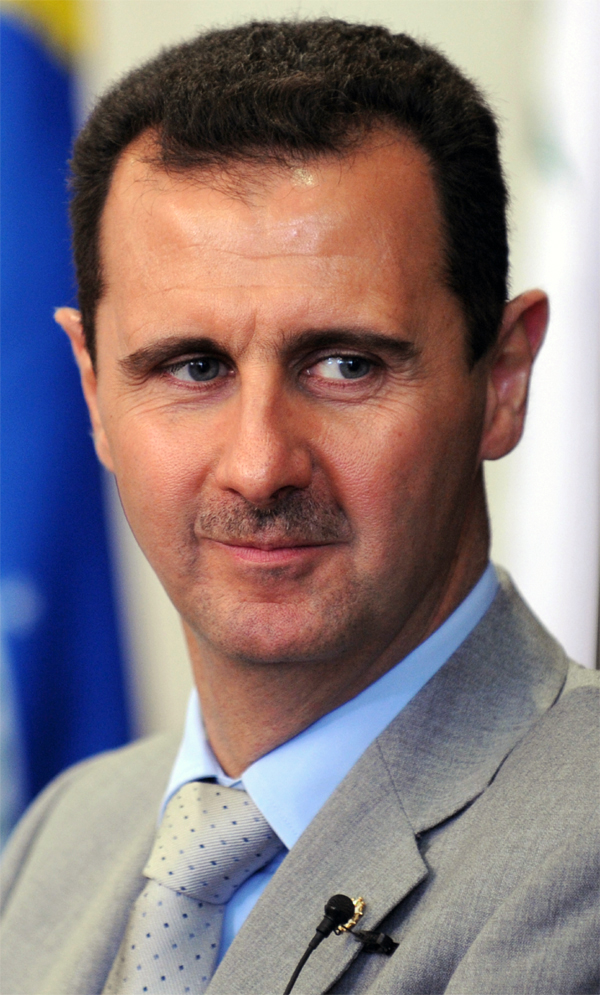
Baszszar al-Asad przejął władzę w Syrii po śmierci ojca w 2000 roku.

Baszszar al-Asad zachował w mocy podstawowe nieoficjalne zasady polityki personalnej ojca, toteż po roku 2000 alawici nadal zajmowali kluczowe stanowiska w siłach zbrojnych i siłach bezpieczeństwa, natomiast sunnici mogli dochodzić do najwyższych urzędów cywilnych (partyjnych i państwowych), chociaż bywali powoływani na stanowisko ministra obrony lub szefa sztabu armii syryjskiej. W pierwszych latach sprawowania władzy Baszszar al-Asad starał się nie faworyzować żadnej grupy etniczno-religijnej, równoważąc wpływy różnych środowisk, zachowując jednak w rękach własnych krewnych stanowiska najważniejsze dla zachowania status quo. Fakt, iż w syryjskiej elicie władzy obok siebie działali przedstawiciele zarówno większości sunnickiej, jak i mniejszości alawickiej, doprowadził do wytworzenia się specyficznej kultury politycznej, w której odmienność religijna zaczęła tracić na znaczeniu. Chociaż do całkowitego zniwelowania różnic religijnych (w zakresie stosunku do prawa muzułmańskiego czy manifestowania własnej wiary) nie doszło, członkowie syryjskich kół rządowych zaczęli posługiwać się podobnym językiem i odwoływać się do podobnych symboli i wartości. Nie oznacza to całkowitego zaniku zjawiska silnej lojalności alawickich działaczy partyjnych i państwowych wobec innych członków swojej rodziny i klanu. Wsparcie, jakiego udzielali sobie nawzajem alawici, ułatwiało autorytarnemu rządowi al-Asada zachowanie spójności wewnętrznej, miało także istotny wpływ na procesy podejmowania decyzji dotyczących państwa.
Baszszar al-Asad utrzymał utrwaloną w okresie rządów swojego ojca zasadę pomijania w mediach oraz w oficjalnych wystąpieniach zagadnień związanych z różnorodnością etniczną syryjskiego społeczeństwa i nieodwoływania się do partykularyzmów etnicznych i religijnych. Akcentując przywiązanie do islamu, publicznie pojawiał się na piątkowych modlitwach w meczetach sunnickich i brał udział w obchodach sunnickich świąt.
W czasie wojny domowej w Syrii alawici, podobnie jak syryjscy chrześcijanie i Kurdowie, padali ofiarą masowych zbrodni popełnianych przez fundamentalistów sunnickich z organizacji Państwo Islamskie w Iraku i Lewancie.

## Rozmieszczenie alawitów na świecie

Zróżnicowanie etniczno-religijne Syrii. Obszar zamieszkany w większości przez alawitów zaznaczono kolorem jasnozielonym

Według danych z 2008 r. alawici stanowili większość mieszkańców wybrzeża w regionie Latakii (ok. 60% całej populacji) z wyłączeniem samego miasta, w którym dominują sunnici. Alawici są również obecni w regionie Tartusu, Hims i Hamy. Łącznie w Syrii żyło na pocz. XXI w. ok. 700 tys. osób należących do tej grupy religijno-etnicznej, co stanowiło ok. 11% mieszkańców kraju – największą mniejszość w kraju. Alawici są obecni w południowych prowincjach Turcji (prowincja Hatay, dawny syryjski sandżak Aleksandretty) oraz w północnym Libanie – głównie w Tarabulusie i na równinie Akkar. W państwie tym przedstawiciel alawitów ma gwarantowany fotel w parlamencie. Żyją również na Wzgórzach Golan, w miejscowości Ghadżar liczącej ok. 2 tysiące mieszkańców. Łącznie liczbę alawitów na świecie szacuje się na 1-2 mln.

## Alawici w oczach innych odłamów islamu
Według wielu sunnitów alawici nie mogą być uznawani za muzułmanów, lecz są heretykami. Herezjografowie muzułmańscy (zarówno sunnici, jak i szyici) są zdania, że jedyną cechą wspólną między alawitami i innymi odłamami jest uznawanie zasady jedynobóstwa. Reformatorskie nurty sunnizmu takie jak salafizm i wahhabizm, jednoznacznie odrzucają możliwość uznania alawitów za muzułmanów. Ibn Tajmijja ogłaszając swoją sławną fatwę antyalawicką, stwierdził: „Przed niedouczonymi muzułmanami zgrywają szyitów, lecz w rzeczywistości nie wierzą w Boga, Jego proroka, Jego księgę”. Wprawdzie w 1936 wielki mufti Jerozolimy Al-Hadżdż Muhammad Amin al-Husajni uznał alawitów za muzułmanów, jednak jego fatwa miała na celu głównie konsolidowanie wszystkich możliwych sił do walki z kolonizacją żydowską w Palestynie. Samej doktryny alawickiej mufti nie znał. Hafiz al-Asad, jako prezydent Syrii, kilkakrotnie wymuszał na uczonych sunnickich publiczne stwierdzenie, że zarówno on jest przykładnym muzułmaninem (według konstytucji Syrii osoba innego wyznania nie może piastować w Syrii urzędu prezydenckiego), jak również całą wspólnotę alawitów należy uznawać za wyznawców islamu.
Historycznie szyici także nie uznawali alawitów za muzułmanów; herezjograf Abu Muhammad al-Hassan ibn Musa an-Nawbakti zwracał uwagę, iż twórca alawizmu propagował antyislamską wiarę w reinkarnację, jak i propagował stosunki homoseksualne. Szejk Tusi oskarżył alawitów o herezję i przeklinał ich za fakt, iż dopuszczali czyny zabronione. Z pobudek politycznych szyicki teolog libański Musa as-Sadr w 1974 uznał alawitów za szyitów, na co mogła mieć wpływ współpraca władz syryjskich z Hezbollahem. Drugim teologiem szyickim, który starał się o włączenie alawitów do wspólnoty muzułmanów, był Irakijczyk Hasan asz-Szirazi. W nocie dyplomatycznej z 1985 roku na temat relacji syryjsko-irańskich, wysłanej z ambasady USA w Damaszku, można wyczytać, iż „uczeni imamiccy widzą w alawitach heretyków godnych pogardy”. W 1996 roku Hafiz al-Asad rozkazał aresztować sześciu uczonych imamickich, którzy przybyli do Syrii, aby nawracać alawitów.
Alawitów postrzega się również jako społeczność liberalną obyczajowo i silnie zeświecczoną.